# اندیس تراورتن توران پشت
تراورتن توران پشت* یک اندیس مصالح ساختمانی است که در حوالی شهر دهشیر استان یزد قرار دارد و مادهٔ معدنی موجود در آن، تراورتن است.  